# マサチューセッツ州選出のアメリカ合衆国上院議員
マサチューセッツ州選出のアメリカ合衆国上院議員は、マサチューセッツ州から選出されたアメリカ合衆国上院議員であり、定員は2名である。6年毎に改選される。マサチューセッツ州からは第1部と第2部に属する上院議員を選出している。

## 第1部
第1部に属する上院議員は、西暦年を6で除算したときの剰余が1と等しい年が任期末である。改選選挙はその前年に実施される。
| 代   | 氏名                                 | 氏名       | 所属政党      | 就任                        | 退任                  | 退任理由   | 備考 |
| ---- | ------------------------------------ | ---------- | ------------- | --------------------------- | --------------------- | ---------- | --- |
| 1    | トリストラム・ダルトン               |            | 親政府党      | 1789年3月4日                | 1791年3月3日          | 再選に失敗 | |
| 2    | ジョージ・カボット                   |            | 親政府党      | 1791年3月4日                | 1796年6月9日          | 辞職       | |
| 2    | ジョージ・カボット                   | 連邦党     |               | 1791年3月4日                | 1796年6月9日          | 辞職       | |
| 3    | ベンジャミン・グッドフュー           |            | 連邦党        | 1796年6月11日               | 1800年11月8日         | 辞職       | |
| 4    | ジョナサン・メイソン                 |            | 連邦党        | 1800年11月14日              | 1803年3月3日          |            | |
| 5    | ジョン・クインシー・アダムズ         |            | 連邦党        | 1803年3月4日                | 1808年6月8日          | 辞職       | 駐蘭大使(1794年-1797年) 駐プロイセン大使(1797年-1801年) 駐露大使(1809年-1814年) 駐英大使(1815年-1817年) 国務長官(1817年-1825年) 大統領(1825年-1829年)   |
| 6    | ジェイムズ・ロイド                   |            | 連邦党        | 1808年6月9日                | 1813年5月1日          | 辞職       | マサチューセッツ州第2部の議席も務める |
| 7    | クリストファー・ゴア                 |            | 連邦党        | 1813年5月5日                | 1816年5月30日         | 辞任       | マサチューセッツ州知事(1808年-1810年) |
| 8    | エリ・アッシュマン                   |            | 連邦党        | 1816年6月12日               | 1818年5月10日         |            | |
| 8    | エリ・アッシュマン                   | 国民共和党 |               | 1816年6月12日               | 1818年5月10日         |            | |
| 9    | プリンティス・メレン                 |            | 連邦党        | 1818年6月5日                | 1820年5月15日         |            | |
| 10   | エリヤー・マイルズ                   |            | 連邦党        | 1820年6月12日               | 1827年3月3日          | 再選に失敗 | マサチューセッツ州下院議長(1811年-1814年) |
| 10   | エリヤー・マイルズ                   | 国民共和党 |               | 1820年6月12日               | 1827年3月3日          | 再選に失敗 | マサチューセッツ州下院議長(1811年-1814年) |
| 11   | ダニエル・ウェブスター               |            | 国民共和党    | 1827年12月17日              | 1841年2月22日         | 辞職       | 国務長官(1841年-1843年、1850年-1852年) |
| 11   | ダニエル・ウェブスター               | ホイッグ党 |               | 1827年12月17日              | 1841年2月22日         | 辞職       | 国務長官(1841年-1843年、1850年-1852年) |
| 12   | ルーファス・コート                   |            | ホイッグ党    | 1841年2月23日               | 1845年3月3日          | 辞職       | マサチューセッツ州司法長官(1853年-1854年) |
| 13   | ダニエル・ウェブスター               |            | ホイッグ党    | 1845年3月4日                | 1850年7月22日         |            | 国務長官(1841年-1843年、1850年-1852年) |
| 14   | ロバート・ウィンスロップ             |            | ホイッグ党    | 1850年7月30日               | 1851年2月1日          |            | |
| 15   | ロバート・ラントール                 |            | 民主党        | 1851年2月1日                | 1851年3月3日          |            | |
| 16   | チャールズ・サムナー                 |            | 自由土地党    | 1851年4月24日               | 1874年3月11日         | 死去       | |
| 16   | チャールズ・サムナー                 | 共和党     |               | 1851年4月24日               | 1874年3月11日         | 死去       | |
| 17   | ウィリアム・ウォッシュバーン         |            | 共和党        | 1874年4月17日               | 1875年3月3日          | 引退       | マサチューセッツ州知事(1872年-1874年) |
| 18   | ヘンリー・ドーズ                     |            | 共和党        | 1875年3月4日                | 1893年3月3日          | 引退       | |
| 19   | ヘンリー・カボット・ロッジ           |            | 共和党        | 1893年3月4日                | 1924年11月9日         | 死去       | 上院仮議長(1912年) 共和党院内総務(1920年-1924年) |
| 20   | ウィリアム・バトラー                 |            | 共和党        | 1924年11月13日              | 1926年12月6日         |            | |
| 21   | デイヴィッド・ウォルシュ             |            | 民主党        | 1926年12月6日               | 1947年1月3日          | 再選に失敗 | マサチューセッツ州第2部の議席も務める マサチューセッツ州副知事(1913年-1914年) マサチューセッツ州知事(1914年-1916年)                                     |
| 22   | ヘンリー・カボット・ロッジ・ジュニア |            | 共和党        | 1947年1月3日                | 1953年1月3日          | 再選に失敗 | マサチューセッツ州第2部の議席も務める 国連大使(1953年-1960年) 駐南ベトナム大使(1963年-1964年) 駐南ベトナム大使(1965年-1967年) 駐西独大使(1968年-1969年) |
| 23   | ジョン・F・ケネディ                  |            | 民主党        | 1953年1月3日                | 1960年12月22日        | 辞職       | 大統領(1961年-1963年) |
| 24   | ベンジャミン・スミス                 |            | 民主党        | 1960年12月27日              | 1962年11月7日         | 引退       | |
| 25   | エドワード・ケネディ                 |            | 民主党        | 1962年11月7日               | 2009年8月25日         | 死去       | 上院多数党院内幹事(1969年-1971年) |
| 空席 | 空席                                 | 空席       | 2009年8月25日 | 2009年9月24日               |                       |            | |
| 26   | ポール・G・カーク                    |            | 民主党        | 2009年9月24日 （指名）      | 2010年2月4日 （引退） | 引退       | Attorney; Chairman of the Democratic National Committee                                                                                                 |
| 27   | スコット・ブラウン                   |            | 共和党        | 2010年2月4日 （補選に当選） | 現職                  |            | Attorney; US Army National Guard officer; Massachusetts Senate and House                                                                                |

## 第2部
第2部に属する上院議員は、西暦年を6で除算したときの剰余が3と等しい年が任期末である。改選選挙はその前年に実施される。
| 代 | 氏名                                 | 氏名                  | 所属政党   | 就任           | 退任           | 退任理由   | 備考 |
| -- | ------------------------------------ | --------------------- | ---------- | -------------- | -------------- | ---------- | --- |
| 1  | カベル・ストロング                   |                       | 親政府党   | 1789年3月4日   | 1796年6月1日   | 辞職       | マサチューセッツ州知事(1800年-1807年、1812年-1816年) |
| 1  | カベル・ストロング                   | 連邦党                |            | 1789年3月4日   | 1796年6月1日   | 辞職       | マサチューセッツ州知事(1800年-1807年、1812年-1816年) |
| 2  | セオドア・セドウィック               |                       | 連邦党     | 1796年6月11日  | 1799年3月3日   |            | 上院仮議長(1798年) 下院議長(1799年-1801年) |
| 3  | サミュエル・デクスター               |                       | 連邦党     | 1799年3月4日   | 1800年5月30日  |            | 陸軍長官(1800年-1801年) 財務長官(1801年) |
| 4  | ドワイト・フォスター                 |                       | 連邦党     | 1800年6月6日   | 1803年3月2日   |            | |
| 5  | ティモシー・ピカリング               |                       | 連邦党     | 1803年3月4日   | 1811年3月3日   |            | 郵政長官(1791年-1795年) 陸軍長官(1795年) 国務長官(1795年-1800年)                                                                                        |
| 6  | ジョセフ・ヴァーナン                 |                       | 民主共和党 | 1811年6月29日  | 1817年3月3日   |            | 下院議長(1807年-1809年、1809年-1811年) 上院仮議長(1813年-1814年)                                                                                        |
| 7  | ハリソン・オーティス                 |                       | 連邦党     | 1817年3月4日   | 1822年5月30日  |            | |
| 8  | ジェームズ・ロイド                   |                       | 連邦党     | 1822年6月5日   | 1826年5月23日  |            | マサチューセッツ州第1部の議席も占めた ボストン市長(1829年-1831年)                                                                                       |
| 8  | ジェームズ・ロイド                   | 国民共和党            |            | 1822年6月5日   | 1826年5月23日  |            | マサチューセッツ州第1部の議席も占めた ボストン市長(1829年-1831年)                                                                                       |
| 9  | ナサニエル・シルスビー               |                       | 国民共和党 | 1826年5月31日  | 1835年3月3日   |            | |
| 10 | ジョン・デイヴィス                   |                       | 国民共和党 | 1835年3月4日   | 1841年1月5日   |            | マサチューセッツ州知事(1834年-1835年、1841年-1843年) |
| 10 | ジョン・デイヴィス                   | ホイッグ党            |            | 1835年3月4日   | 1841年1月5日   |            | マサチューセッツ州知事(1834年-1835年、1841年-1843年) |
| 11 | アイザック・ベイツ                   |                       | ホイッグ党 | 1841年1月13日  | 1845年5月16日  |            | |
| 12 | ジョン・デイヴィス                   |                       | ホイッグ党 | 1845年3月24日  | 1853年3月3日   |            | マサチューセッツ州知事(1834年-1835年、1841年-1843年) |
| 13 | エドワード・エヴァレット             |                       | ホイッグ党 | 1853年3月4日   | 1854年6月1日   | 辞職       | マサチューセッツ州知事(1836年-1840年) 駐英大使(1841年-1845年) 国務長官(1852年-1853年)                                                                   |
| 14 | ジュリアス・ロックウェル             |                       | ホイッグ党 | 1854年6月3日   | 1855年1月31日  | 辞職       | |
| 15 | ヘンリー・ウィルソン                 |                       | 自由土地党 | 1855年1月31日  | 1873年3月3日   | 辞職       | 副大統領(1873年-1875年) |
| 15 | ヘンリー・ウィルソン                 | アメリカン党と 民主党 |            | 1855年1月31日  | 1873年3月3日   | 辞職       | 副大統領(1873年-1875年) |
| 15 | ヘンリー・ウィルソン                 | 共和党                |            | 1855年1月31日  | 1873年3月3日   | 辞職       | 副大統領(1873年-1875年) |
| 16 | ジョージ・バウトウェル               |                       | 共和党     | 1873年3月17日  | 1877年3月3日   |            | マサチューセッツ州知事(1851年-1853年) 財務長官(1869年-1873年)                                                                                           |
| 17 | ジョージ・ホアー                     |                       | 共和党     | 1877年3月4日   | 1904年9月30日  | 死去       | |
| 18 | ウィンスロップ・クレイン             |                       | 共和党     | 1904年10月12日 | 1913年3月3日   |            | マサチューセッツ州副知事(1897年-1900年) マサチューセッツ州知事(1900年-1903年)                                                                           |
| 19 | ジョン・ウィンゲイト・ウィークス     |                       | 共和党     | 1913年3月4日   | 1919年3月3日   |            | 陸軍長官(1921年-1925年) |
| 20 | デイヴィッド・ウォルシュ             |                       | 民主党     | 1919年3月4日   | 1925年3月3日   |            | マサチューセッツ州第1部の議席も務める マサチューセッツ州副知事(1913年-1914年) マサチューセッツ州知事(1914年-1916年)                                     |
| 21 | フレデリック・ギルレット             |                       | 共和党     | 1925年3月4日   | 1931年3月3日   |            | 下院議長(1919年-1921年、1921年-1923年、1923年-1925年)                                                                                                   |
| 22 | マーカス・クーリッジ                 |                       | 民主党     | 1931年3月4日   | 1937年3月3日   | 引退       | |
| 23 | ヘンリー・カボット・ロッジ・ジュニア |                       | 共和党     | 1937年1月3日   | 1944年2月3日   | 辞職       | マサチューセッツ州第1部の議席も務める 国連大使(1953年-1960年) 駐南ベトナム大使(1963年-1964年) 駐南ベトナム大使(1965年-1967年) 駐西独大使(1968年-1969年) |
| 24 | シンクライア・ウィークス             |                       | 共和党     | 1944年2月8日   | 1944年12月19日 | 引退       | 商務長官(1953年-1958年) |
| 25 | レヴァレット・サルトンストール       |                       | 共和党     | 1945年1月3日   | 1967年1月3日   | 引退       | マサチューセッツ州知事(1939年-1945年) 上院多数党院内幹事(1949年-1953年、1955年-1957年) 上院少数党院内幹事(1953年-1955年)                                |
| 26 | エドワード・ブルック                 |                       | 共和党     | 1967年1月3日   | 1979年1月3日   | 再選に失敗 | マサチューセッツ州司法長官(1963年-1967年) |
| 27 | ポール・ツォンガス                   |                       | 民主党     | 1979年1月3日   | 1985年1月2日   |            | |
| 28 | ジョン・ケリー                       |                       | 民主党     | 1985年1月2日   | 2013年2月1日   |            | マサチューセッツ州副知事(1983年-1985年) |